# Carol E. Reiley
Carol Elizabeth Reiley (* 30. August 1982 in Flint, Michigan) ist eine US-amerikanische Informatikerin und Unternehmerin.

## Leben und Werk
Reiley wurde als Tochter von aus Taipeh stammenden Eltern chinesischer Abstammung geboren und studierte an der Santa Clara University in Kalifornien, wo sie 2004 einen Bachelor of Science erhielt. An der Santa Clara University war sie Mitbegründerin der Association for Computing Machinery und der Society of Women Engineering. Anschließend erwarb sie 2007 ihren Master of Science in Computer Science an der Johns Hopkins University mit ihrer Masterarbeit: System Design and Implementation of Visual Force Feedback and Virtual Fixtures in RobotAssisted Surgical Systems: Evaluating Alternatives to Direct Force Feedback Using Augmented Reality. Während ihrer Zeit an der Johns Hopkins University war sie Mitglied des Gründungsausschusses der Women’s Graduate Organization und des Verwaltungsrats der Whiting School of Engineering Diversity. Danach arbeitete sie bei Intuitive Surgical, Lockheed Martin und General Electric.
2015 war sie Mitbegründerin des Unternehmens drive.ai im Stanford Artificial Intelligence Lab. Das Unternehmen verfügt über autonome Fahrzeuge auf Straßen in Texas und plant im Zuge der Weiterentwicklung seiner Technologie weitere Fahrzeuge im ganzen Land einzusetzen. 2018 trat sie von ihrem Posten als Präsidentin von Drive.ai zurück, um an einem Stealth-Startup im Gesundheitswesen zu arbeiten, welches sie mitgegründete. Gleichzeitig ist sie Markensprecherin für Guerlain Cosmetics und trat 2018 der San Francisco Symphony als einer der acht Gründungskreativbeiräte bei.
Stand 2018 hat sie acht technische Patente und mehr als ein Dutzend Artikel verfasst, die in verschiedenen wissenschaftlichen Konferenzberichten, Fachzeitschriften und Konferenzen veröffentlicht wurden. Sie leitete von 2004 bis 2011 die Johns Hopkins University Robotics Systems Challenge.
2014 heiratete sie den Informatiker Andrew Ng.

## Veröffentlichungen (Auswahl)
- Making A Splash, Growth Mindset Children's Book.  Go Brain, 2015.
- mit Robert Armiger: Air Guitar Hero. In: MAKE Magazine. vol. 29, 2012.
- mit Garrick Orchard, Alex Russel: Low Cost Blood Pressure Monitor System. In: MAKE Magazine. vol. 29, 2012.
- mit G. D. Hager: Using Robots To Train The Surgeons Of Tomorrow. In: IEEE Spectrum Blog. 2011.

## Auszeichnungen (Auswahl)
- 2003: Computing Research Association Distributed Undergraduate Research Fellow
- 2007: Society of Women Engineers top graduate award
- 2008–2010: National Science Foundation Graduate Research Fellow
- 2016: Silicon Valley's Most Influential Women
- 2017: Inc. Magazine's Most Innovative Women Entrepreneurs
- 2018: Forbes Top 50 women in tech
- 2018: Quartz founder index (Ranked #18)